# Seznam gradov v Avstriji
Ta seznam obsega gradove in dvorce, ki so bili zgrajeni na območju današnje Avstrije. Všteti so tudi gradovi, ki so propadli oz. bili porušeni.

## Abecedni seznam
| Koroška A Aichelberg (Eichelberg) pri Vernberku Aichelburg pri Štefanu na Zilji Albeck (stari grad) Albeck (Novi Albeck) Althaus Annabichl (Celovec) Arnulfova trdnjava B Bach (Potok) Bajdek ( Waidegg ) (občina Kirchbach ) Baltenštanj (Waldenstein) Bayerhofen (Payerhofen) Belcenek (Welzenegg) Biberstein (Piberstein) Bichlhof Bistrica v Rožu Borovlje (Ferlach) Breg pri Grabšajnu (Rain bei Grafenstein) Breže – knežji dvor (Friesach) C Č Čilberk (Zeiselberg) Črni Grad (Hovart) pri Velikovcu Črni Grad (Neudenstein) pri Velikovcu D Dietrichstein Dornbach Dornhof Domačale (Damtschach) Dražnja vas (Drasendorf) Draženj (Drasing) Dravski dvor (Drauhofen) E Dvorec Ebenau (Svetnja vas) Eberstein (Svinec) Ehrenbichl (Ehrenpichl) Ehrenfels (Bad St. Leonard) Ehrenhausen (Celovec) Ehrental (Celovec) Ehrnegg (Ehrenegg) Emmersdorf Eppersdorf F Falkenberg pri Celovcu Falkenstein (Gornji – in Spodnji-/Podfalkenstein) Farrach - Trarichhof Franzensburg Feldkirchen - Amthof Feldsberg Federaun Finkenštajn (Stari grad) Flaschberg Frankenstein (Ramschüsselhof) Frankenstein (Ramschüsselhof) Frauenstein (Koroška) Freiberg Freudenberg Freyenthurn (Celovec) G Geiersberg (Geyersberg) Gillitzstein Glanegg (Koroška) Gmint (Koroška) – Stari grad (Gmünd) Gmünd (Koroška) Goldenstein Gornje Trušnje , Trušnje Gomarn Gradenegg Grades Gradisch Grabštajn (Grafenstein) Greifenburg Greifenstein v St. Stefan na Zilji Greifenthurn Grebinj (Griffen) Groppenstein (Mölltal) Großkirchheim Grottenegg (Trebinja na Osojskem jezeru) Grünburg (Görtschitztal) Grünburg (Šmohor) Grebinj (Griffen) Gundrska vas (Gundersdorf) | - Hagenegg - Hammerberg - Harbach - Hardegg (Koroška) - Hartberg - Hartneidstein - Helek (Hallegg) - Heroldeck na Milštatskem jezeru - Herzogsburg (Št. Vid na Glini) - Herberstein - Himmelau - Himmelberg - Hirschenau pri Vovbre - Hodiše (Keutschach) - Hochwart - Homberk (Höhenbergen) pri Velikovcu - Hohenburg (Požarnica) - Hohenburg (Rosenberg) pri Gornjedravskem gradu - Hohenstein na Koroškem - Hohenwart - Hörbach - Hornburg - Hornstein (Koroška) pri Krivi vrbi - Dvorec Hrastovica - Humberk (Hollenburg) - Hunnenbrunn (Hungerbrunn) - Kamen v Podjuni - Karlsberg - Kazaze (Harbach - Celovec) - Kellerberg - Kerscheneck Kerschorf im Gailtal (Gemeinde Nötsch im Gailtal) - Kinek (Khünegg) Egg (Hermagor-Pressegger See) - Kirchbichl pri Volšperku - Koče (Kötschach) Keutschach am See????? - Kolhof pri Velikovcu - Kollegg - Kölnhof - Kraigerjeva graščina/Kraiger schlöss(er) - Kreuzen - Kriva vrba - Kronegg v Malti - Krumfelden pri Althofen - Labot - Lang pri Trgu - Laxenburg - Leobenegg - Leonstein - Lerchenhof (Šmohor) - Libeliče (Leifling) - Lichtengraben - Liebenfels - Liemberg - Lipa (Zgornja Lipa in Spodnja Lipa) - Lipa pri Grabštajnu - Lipa na Gosposvetskem polju - Lippitzbach - Lodron Novi grad (Gmünd na Koroškem) - Magerek (Celovec) (Mageregg) - Malenthein (Kühweg, Šmohor) - Malenthein pri Malti - Mandorf - Mannsberg - Maria Loretto (Celovec) - Mayerhofen pri Brežah - Meiselberg - Srednje Trušnje - Mohliče (Möchling) - Modrinja vas (Šmohor) (Möderndorf) - Modrinja vas (Gospa sveta) (Möderndorf - Maria Saal) - Možberk - Mörtenegg - Mosern pri St. Andrä) | - Neidau pri Volšperku - Grad Neufinkenstein, Gödersdorf (Gemeinde Finkenstein am Faaker See) - Suha na Koroškem - Grad Neustein (Flattachhof), Steinfeld - Grad Niederdorf, Niederdorf (Šentvid ob Glini) - Grad Niederosterwitz - Grad Spodnje Trušnje Trušnje pri Velikovcu - Nonča vas (Einersdorf) - Nussberg - Ödenfest - Ortenburg - Ostrovica - Otmanje (Ottmanach) - Pokinje pri Grabštajnu (Pakein) - Painburg v Labotu tudi Grad Lichtengraben - Palača Christalnig - Celovec - Palača Porcia - Celovec - Palača Rosenberg - Celovec - Petrova gora v Brežah Petersberg, Friesach - Pichlern - Pittersberg - Pitzelstätten - Plešivec (Tanzenberg) - Pliberk (Bleiburg) - Podkanjski grad (Wildenstein) Galicija - Pri Špeku (Greifenfels) - Pöckstein - Poitschach - Podkrnos (Gurnitz) - Pöllan - Pollheim Šmihel pri Volšperku) - Poden (Bodenhof) na Zilji - Pörlinghof tudi Frauenstein - Prägrad - Rabensdorf (Radmannsdorf), Rabensdorf - Rabenstein - Raggnitz - Ras - Rastenfeld - Ratzenegg pri Možberku - Rauchenkatsch - Rauterburg pri Vovbrah - Reberca (Rechberg) - Reichenfels - Reideben - Ribnica (Stari grad) (Reifnitz) - Reinegg (Rainegg), Mostič - Reisberg - Riedenegg Lipa pri Grabštajnu - Rožek (Stari grad) - Rožek (Lukrezia, Liechtenstein) - Rosenbichl - dvorec Rožnek (Schloss Rosenegg) občina Žrelec - Rothenthurn tudi Rotturm - Rottenstein pri Greifenburgu - Rottenstein na Koroškem - Sachsenburg pri Sachsenburg - St. Georgen am Sandhof - Schaumburg - Schmelzhofen pri Sankt Margareti v Labotu - Dvorec Schönberghof Reisach im Gailtal (Gemeinde Kirchbach) - Črni grad Köstenberg (Gemeinde Velden am Wörther See) - Seltenheim - Sepec (Truttendorf) - Silberberg (Stari grad) - Silberberg (Novi grad) v Labotski dolini pri Volšperku - Silberegg - Sommeregg - Sonnegg, Sonnegg (Gemeinde Sittersdorf) - Sonnenburg, Malta - Stadelhof (Stadlhof) - Staudachhof - Kamen (pri Dellachu v Dravski dolini) - Kamen pri Šentjuriju v Labotu - Strmec (Wernberg) - Steuerberg (Marbauerschloss) - Straßfried - Süßenstein (Hüttenberg) | - Škofijski dvorec Celovec - Špatrjan (Paternion) - Štrosburg (Koroška) (Straßburg) - Taggenbrunn - Tentschach - Thalenstein (Tallenstein) pri Vovbreh, Velikovcu - Thürn - Thurnhof pri Šmohorju - Thurnhof (Kirchbach), - Thurnhof (Zweinitz) - Tiffen (Tivinia), Tiffen - Tigring - Töltschach - Töscheldorf - Trabuschgen - Trebinja - Stari grad (Treffen) (Trebinja na Osojskem jezeru]]) - Grad Treffen → Grad Grottenegg - Trušnje → Grad Gornje Trušnje, Grad Srednje Trušnje, Grad Spodnje Trušnje - Twimberg, Twimberg (Bad St. Leonhard im Lavanttal) - Vajškra (Landskron) - Važenberk (Waisenberg) - Vivšnik - Vernberk (Wernberg) - Volšperk (Wolfsberg) - Vovbre (Haimburg) - Vrba (Velden) - Wasserleonburg Čajna v Ziljski dolini - Weidenburg - Weildegg - Weißenau - Weißenstein, Weißenstein - Welsbach - Welzenegg - Werthenau - Weyer - Wiesenau - Wildegg, Berg ob Stall (Gemeinde Stall) - Windegg - Wullross - Wurmhof, Možberk - Zagorje (Saager) pri Grabšajnu - Zigguln (Celovec) - Ženek - Stari grad(Sonnegg) - Žirovnica (Wasserhofen) Sinča vas (občina Dobrla vas) - Žrelec (Ebenthal) |